# Giovanni Battista Rodella
Giovanni Battista Rodella (Venezia, 1749 – Padova, 19 febbraio 1834) è stato un inventore italiano.

## Biografia
La fama sua fama di meccanico d’eccezione si diffuse negli ambienti scientifici e l’incontro, del tutto casuale, con l’abate Giuseppe Toaldo, professore di astronomia, geografia e meteorologia presso l’Università di Padova, determinò una svolta importante nella vita di Rodella. Infatti, il professore propose al giovane Rodella di ricoprire il ruolo di custode e meccanico dell’ormai terminata Specola padovana. 
Nel 1793 venne nominato anche meccanico dell’Accademia di Scienze, Lettere ed Arti di Padova e l'anno successivo, per conto della Repubblica di Venezia, compie un viaggio in Inghilterra. A Birmingham l'obiettivo principale del viaggio era lo studio della macchina a vapore di Matthew Boulton e James Watt, che la Repubblica voleva utilizzare per prosciugare le terre agricole del Polesine.
E a Windsor ebbe poi modo di conoscere tutti quelli che contavano nel campo della strumentazione scientifica in quel momento, tra cui Jesse Ramsden, George Adams junior, Peter Dollond e William Herschel.
Dopo la morte di Giuseppe Toaldo avvenuta nel 1797, Rodella si rivolse a Daniele Francesconi per ottenere un aiuto nel proseguimento della propria carriera anche data dalla situazione cittadina in cui si ritrovò appena ritornato in patria.
Gli strumenti di Rodella sono ora conservati al Museo di Storia della Fisica, all'Accademia galileiana di scienze, lettere ed arti, nella Collezione di strumenti di topografia e di geodesia del Dipartimento d'Ingegneria Civile Edile e Ambientale e al Museo della Specola.